# Rhicnogryllus annulipes
Rhicnogryllus annulipes är en insektsart som beskrevs av Lucien Chopard 1956. Rhicnogryllus annulipes ingår i släktet Rhicnogryllus och familjen syrsor. Inga underarter finns listade i Catalogue of Life.